# Pierre Belon

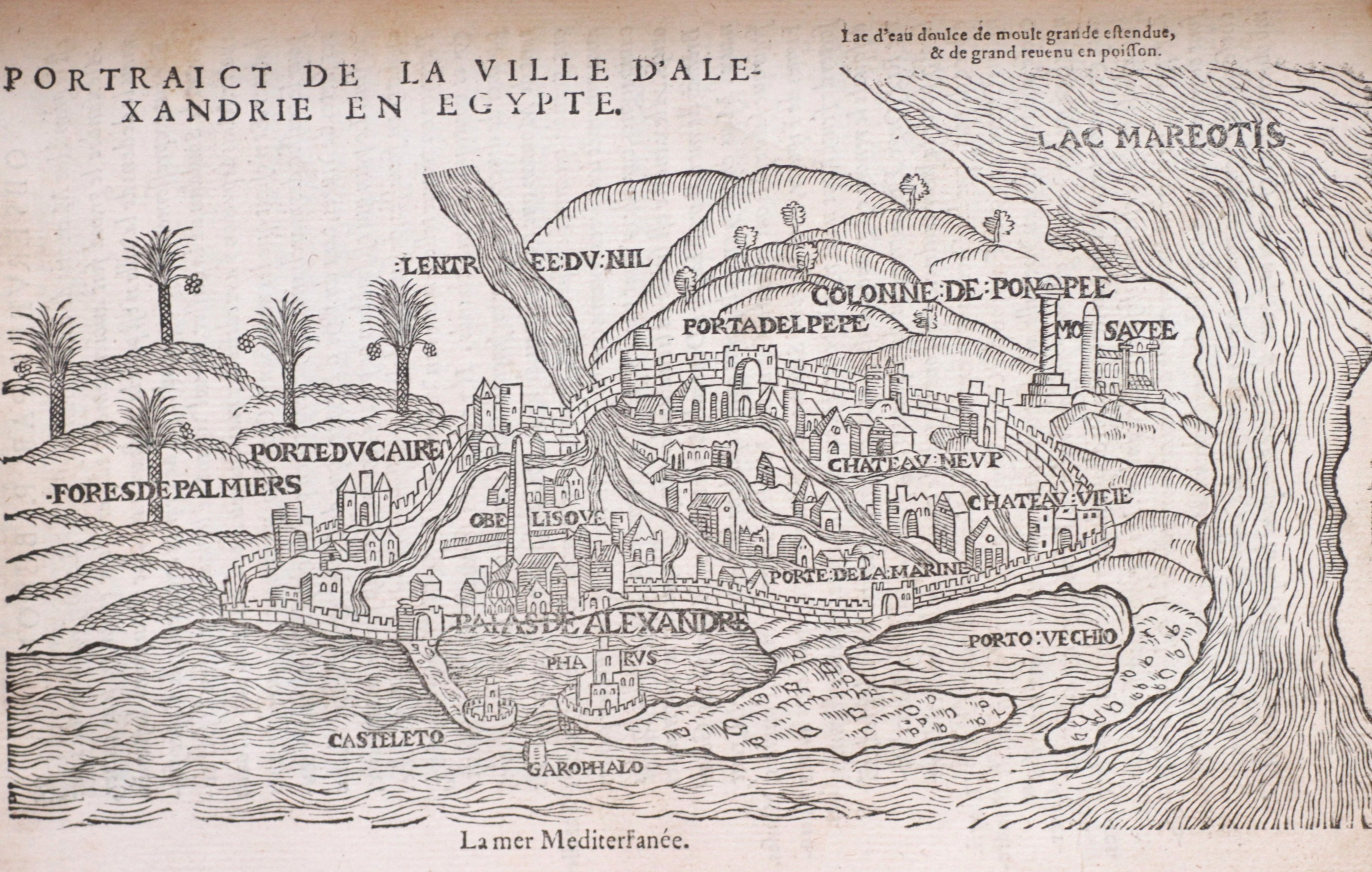
Vista de Alejandría en documento Observations de Plusieurs Singularités, 1553.

Pierre Belon (1517‑1564) fue un médico, naturalista, escritor, y diplomático francés, que realizó numerosos viajes fuera de Francia con fines académicos. También se lo conoce como Pierre Belon du Mans, y en los escritos que escribió en latín se le llama Petrus Bellonius Cenomanus.
Como muchos otros que vivieron en el período del Renacimiento, estudió y escribió sobre una variedad de tópicos, entre ellos ictiología, ornitología, botánica, anatomía, arquitectura, y egiptología. Por sus trabajos, Iván Petróvich Pávlov le ha llamado "profeta de la anatomía comparada".

## Biografía
La obra de Belon constituye una etapa esencial en la historia de la biología, aunque no puede considerársele un precursor de la anatomía comparada moderna (Schmitt 2006: 56).